# Ayele Mekonnen
Ayele Mekonnen (* 12. Dezember 1957) ist ein ehemaliger äthiopischer Radrennfahrer.

## Sportliche Laufbahn
Mekonnen war im Straßenradsport aktiv und Teilnehmer der Olympischen Sommerspiele 1980 in Moskau. Im Mannschaftszeitfahren kam der Vierer aus Äthiopien mit Haile Micael Kedir, Ayele Mekonnen, Tadesse Mekonnen und Tilahun Alemayehu auf den 23. Rang und belegte damit den letzten Platz im Rennen.